# Odelin Salmerón Cruz
Odelin Salmerón Cruz, né à Cuba le 11 novembre 1943, est un poète qui écrit au Québec.

## Biographie
Odelin Salmeron a obtenu un certificat en littérature chinoise de l’Université de DongHua en Chine, un certificat en création littéraire de l’Université du Québec à Montréal et un baccalauréat en sciences et lettres de l’Institut Osvaldo Herrera de Santa Clara à Cuba,.
Odelin Salmeron réside au Canada depuis 1988 et vit à Saint-François-du-Lac.
Il a fait paraître son premier recueil, Rencontre, au Noroît en 1995.
En 2000, il publie chez le Noroît le recueil de poèmes L'alphabet des étoiles, puis publie en 2008 Les sept chemins du vent chez L'Harmattan et en 2014 Le guerrier de soi aux Éditions de la Grenouillère.
Odelin Cruz Salmeron agit également à titre de traducteur. Il a traduit en 2015 le recueil Exit, de la poète mexicaine Ingrid Valencia.
En 2017, il a fait partie des vingt auteurs en lice pour le Prix de poésie Radio-Canada pour Les cicatrices de la lune. Il remporte la même année le prix Jean-Lafrenière/Zénob du Festival international de la poésie de Trois-Rivières,.
Il publie certains de ses poèmes dans la revue Exit.
Il est membre de l’Union des écrivaines et des écrivains québécois.
Il fait partie du regroupement des Artistes pour la paix qui favorise la création d'oeuvres artistiques qui font la promotion de la paix en dehors de toute partisanerie.

## Œuvres

### Poésie
- Rencontre, traduit de l'espagnol par Carlos Gonzalez et Roland Dussault, Montréal, Éditions du Noroît, 1995, 76 p. (ISBN 2-89018-314-9)
- L'Alphabet des étoiles, Montréal, Éditions du Noroît, 2000, 73 p.  (ISBN 2-89018-422-6)
- Les Sept chemins du vent, Paris, L'Harmattan, 2013, 108 p.  (ISBN 9782296209633)
- Le Guerrier de soi, Saint-Sauveur-des-Monts, Les Éditions de La Grenouillère, 2014, 105 p. (ISBN 9782923949604)

## Prix et honneurs
- 2017 : Prix Jean-Lafrenière/Zénob du Festival international de la poésie de Trois-Rivières[5]